# Gaetano Durelli
Pour les articles homonymes, voir Durelli.
Gaetano Durelli, né le 25 avril 1789 à Milan et mort le 12 mars 1855 à Genève, est un dessinateur et un graveur sur cuivre italien.

## Biographie
Gaetano Durelli naît le 25 avril 1789 à Milan.
Il étudie à l'Académie des Beaux-Arts de Brera, suivant avec intérêt l'école d'ornementation dirigée par Giocondo Albertolli jusqu'en 1812. Il y remporte plusieurs prix de 1807 à 1814 pour ses remarquables compétences en matière de conception architecturale et ornementale. Il est un habile dessinateur et professeur à Milan.
Gaetano Durelli est appelé à Genève en 1826 pour remplacer Jaquet dans la direction de l'École d'ornement. II remplit ces fonctions pendant plus de 20 ans et étend son enseignement à l'architecture, mais, ayant perdu la vue, il doit renoncer à son professorat en 1848 et est remplacé par J. Dériaz. II reçoit la bourgeoisie de Genève en 1839 et forme de nombreux élèves. II laisse deux travaux très importants, les descriptions de la chartreuse de Pavie (1823) et de l'abbaye de Hautecombe, dessinées et gravées par lui, la première en collaboration avec son frère Francesco, architecte,  qui est resté à Milan. On lui doit encore une intéressante vue de l'intérieur de Saint-Pierre de Genève, grande planche gravée à l'aquatinte, dont il a fait le  dessin et qui a été gravée par les frères Bramati, et divers ornements.
Gaetano Durelli meurt le 12 mars 1855 à Genève.
La Société des Arts possède un ou deux dessins de lui,.